# Chrysops aprugnus
Chrysops aprugnus är en tvåvingeart som beskrevs av Austen 1912. Chrysops aprugnus ingår i släktet Chrysops och familjen bromsar.
Artens utbredningsområde är Madagaskar. Inga underarter finns listade i Catalogue of Life.